# Martensdale (Iowa)
Martensdale es una ciudad ubicada en el condado de Warren en el estado estadounidense de Iowa. En el Censo de 2010 tenía una población de 465 habitantes y una densidad poblacional de 454,53 personas por km².

## Geografía
Martensdale se encuentra ubicada en las coordenadas 41°22′25″N 93°44′19″O / 41.37361, -93.73861. Según la Oficina del Censo de los Estados Unidos, Martensdale tiene una superficie total de 1.02 km², de la cual 1.02 km² corresponden a tierra firme y (0%) 0 km² es agua.

## Demografía
Según el censo de 2010, había 465 personas residiendo en Martensdale. La densidad de población era de 454,53 hab./km². De los 465 habitantes, Martensdale estaba compuesto por el 98.49% blancos, el 0% eran afroamericanos, el 0% eran amerindios, el 0% eran asiáticos, el 0% eran isleños del Pacífico, el 0% eran de otras razas y el 1.51% pertenecían a dos o más razas. Del total de la población el 1.94% eran hispanos o latinos de cualquier raza.